# Komma Isotitas, Irinis ke Filias
Die Partei der Gleichheit, des Friedens und der Freundschaft (griechisch Κόμμα Ισότητας, Ειρήνης και Φιλίας Komma Isotitas, Irinis ke Filias, ΚΙΕΦ; türkisch Dostluk Eşitlik Barış Partisi, DEB Partisi) ist eine zentristische und sozialliberale politische Partei, die sich nach außen zwar offiziell an die Einhaltung des Gebots an Parteien, keine Partikularinteressen für Volksgruppen zu vertreten, einhält, inoffiziell jedoch das Gebot missachtet und für die Ausweitung der Rechte der regionalen Muslime im Nordosten Griechenlands steht. Sie ist Mitglied der Europäischen Freien Allianz (EFA) und der Föderalistische Union Europäischer Nationalitäten (FUEN).
Die Partei Komma Isotitas, Irinis ke Filias wurde am 13. September 1991 vom griechischen Parlamentsabgeordneten Sadık Ahmet gegründet. Ihr vorgänger war die Unabhängige muslimische Liste. Weitere bekannte Mitglieder der Parteien sind oder waren die Politiker İsmail Molla, Achmet Faikoglou, Ahmet Hacıosman, Çetin Mandacı, Galip Galip, die Frau des Gründers Işık Ahmet, Mustafa Boşnak und Mustafa Ali Çavuş.
Die Partei für Gleichheit, Frieden und Freundschaft trat nie bei Wahlen zum griechischen Parlament an, unterstützte aber wiederholt Parteien aus unterschiedlichen politischen Lagern; nach Einführung einer 3 %-Sperrklausel 1993 war ihr wie auch vielen anderen kleinen Splitterparteien der Weg ins Parlament verwehrt. Bei den Parlamentswahlen 1996 und 2000 erhielt sie durch die Unterstützung der Panhellenistischen Sozialistischen Bewegung (PASOK) einen und dann zwei Abgeordnetensitze. Bei der Wahl 2004 unterstützte die Partei diesmal die konservative Neue Demokratie (ND) und erhielt so einen Sitz im griechischen Parlament. Bei den Wahlen 2007 und 2009 unterstützte die Partei wieder die linke PASOK und erhielt so jeweils zwei Sitze. Zur Wahl des Landesparlaments im Mai 2012 unterstützte die Partei die konservative Demokratische Allianz, erhielt aber keinen Sitz. Auch bei der Neuwahl im nächsten Monat erhielt sie trotz Unterstützung der Demokratischen Linken keinen Sitz. Erstmals trat die Partei zu den Europawahlen 2014 an und erreichte 42.627 Stimmen (0,75 %).